# Klinocojzit
Klinocojzit je kalcijev aluminijev silikat s kemijsko formulo Ca2Al3[O|OH|SiO4|Si2O7]. Kristalizira v monoklinskem kristalnem sistemu in je polimorf ortorombskega cojzita. Kristali so vlaknati ali prizmatični, včasih tudi kratki in stolpičasti.
Klinocojzit je brezbarven, z zamenjavo ionov Al3+ z ioni Fe3+ pa postane bledo rumen do zelen. Z zamenjavo ionov Ca2+ z ioni Mn2+ postane rdečkast do rožnat.
Mineral so prvič našli in opisali leta  1896 na Tirolskem (Avstrija) in ga imenovali po podobnem mineralu cojzitu.

## Posebne lastnosti
Razlika med klinocojzitom in zelo podobnim epidotom (Ca2Al2Fe(SiO4)3(OH)) je opazna v optičnih lastnostih tankih rezin pod polarizacijskim mikroskopom. Klinocojzit ne vsebuje Fe3+ ioniov in ima manjši lomni količnik kot epidot. Njegova optična orientacija je dvoosna pozitivna, medtem ko je orientacija epidota dvoosna negativna. Razliko med klinocojzitom in kemijsko identičnim ortorombskim cojzitom se lahko ugotovi iz ekstinkcije.

## Nahajališča
Klinocojzit se pojavlja predvsem v metamorfnih kamninah, najpogosteje v zelenih skrilavcih in amfibolitskih facijih. Sekundarni klinocojzit je nastal s hidrotermalnim preperevanjem plagioklaza v magmatskih kamninah. Pogosti spremljajoči minerali so epidot, razni kloriti, prehnit, albit, kremen in kalcit, redko tudi biotit, stilpnomelan, pumpeliit in razni granati. 
Najbolj znana nahajališča klinocojzita so v Švici, Avstriji, Mehiki, Kaliforniji, na Madagaskarju in v Novozelandskih Alpah.
V Sloveniji so klinocojzit našli na Pohorju pri Visolah nad Slovensko Bistrico.

## Vira
- P. Comodi, P. F. Zanazzi: The pressure behavior of clionzoisite and zoisite: An x-ray diffraction study. In: American Mineralogist. 82, 1997, str. 61-68.
- W.A. Deer; R.A. Howie; J. Zussman (1992). An Introduction to the Rock-Forming Minerals (2 izd.). Harlow : Longman Scientific & Technical. COBISS 13320709. ISBN 0-582-30094-0.